# Epperly
Epperly va ser un constructor estatunidenc de cotxes de competició.
Epperly va competir a 5 curses del campionat del món de la Fórmula 1 les temporades dels anys 1955, 1957, 1958, 1959 i 1960. Sempre competint però només a la cursa del Gran Premi d'Indianapolis 500, guanyant les curses de 1957 i 1958.

## Resultats a la F1
| Temporada | Pilot             | Graella | Classificació | Punts | Retirada                 | Resultats |
| --------- | ----------------- | ------- | ------------- | ----- | ------------------------ | --------- |
| 1955      | Jim Rathmann      | 20      | 14            |       |                          | Resultats |
| 1957      | Sam Hanks         | 13      | 1             | 8     |                          | Resultats |
| 1957      | Jim Rathmann      | 32      | 2             | 7     |                          | Resultats |
| 1958      | Jimmy Bryan       | 7       | 1             | 8     |                          | Resultats |
| 1958      | George Amick      | 25      | 2             | 6     |                          | Resultats |
| 1958      | Tony Bettenhausen | 9       | 4             | 4     |                          | Resultats |
| 1958      | Jim Rathmann      | 20      | 5             | 2     |                          | Resultats |
| 1959      | Tony Bettenhausen | 15      | 4             | 3     |                          | Resultats |
| 1959      | Paul Goldsmith    | 16      | 5             | 2     |                          | Resultats |
| 1959      | Johnny Boyd       | 11      | 6             |       |                          | Resultats |
| 1959      | Jimmy Bryan       | 20      | 33            |       | Engine                   | Resultats |
| 1960      | Paul Goldsmith    | 26      | 3             | 4     |                          | Resultats |
| 1960      | Red Amick         | 22      | 11            |       |                          | Resultats |
| 1960      | Jimmy Bryan       | 10      | 19            |       | Prob. amb el combustible | Resultats |
| 1960      | Wayne Weiler      | 15      | 24            |       | Accident                 | Resultats |
| 1960      | Johnny Boyd       | 13      | 27            |       | Motor                    | Resultats |
| 1960      | Jim McWithey      | 32      | 29            |       | Frens                    | Resultats |